# 信息无政府主义
信息无政府主义是一个雨伞术语，指代许多反对知识产权的人群和组织。反对的内容通常包括版权、专利和审查制度。这个词语是在《时代杂志》2000年七月的一篇名为《信息无政府主义者》中首次出现的。这篇文章介绍了以自由网的设计者和开发领头人而闻名的Ian Clarke。反版权运动涵盖了相当广泛的观念和组织。信息无政府主义者是作为对版权制度争议的一部分而产生的。而信息无政府主义者对个人隐私权的看法也不尽相同，有些积极支持立法，而另一些则认为这只是公民自身的责任。
信息无政府主义常常鼓励和实践匿名网络，如自由网、Entropy，Tor或I2P的使用，使得网络流量对于观察者和任何中间人变得难以监测，来抵抗法律攻击 —— 这些技术可以被举报者、异见人士使用，也可以用来进行无限制拷贝。
一方面，密码学无政府主义通常注重个体之间不可追踪的机密通讯，而信息无政府主义则更专注于获取公共信息资源的匿名性。
突出的信息无政府主义博客，包括Anarcho-Queer和RageMovement都设立在微博客网站Tumblr上。这些无政府主义者由工团主义者、共产主义者和社会无政府主义者主导，并主张这些在线信息是私有的，然而可以被用户集体使用而无需付费。在线信息无政府主义者认为当刻意公布的信息变得可用，反而意味着无限制地使用这些信息的权利。

## 文献
- Vaidhyanathan, Siva. . New York: Basic Books. 2004. ISBN 0-465-08984-4.